# TT353
TT353 (Theban Tomb 353 – Theben, Grab 353) ist ein Teil des zweiteiligen Grabes des Haushofmeisters und Beamten Senenmut, der unter der ägyptischen Königin Hatschepsut eine besondere Rolle spielte und im Jahr 1472 v. Chr. am Ende des 7. Regierungsjahres von Hatschepsut mit dem Bau seines Grabes sowie seiner Grabkapelle begann. Die im Grab von Senenmut verwendeten liturgischen Verklärungstexte stammen ursprünglich aus dem Alten Reich und waren dort nur den Königen (Pharaonen) vorbehalten.
Bereits im Mittleren Reich tauchten die im Grab des Senenmut befindlichen Texte als Abschriften des Alten Reichs in einem privaten Felsengrab (Asyut) zur Zeit des Sesostris I. auf. Bemerkenswert ist der Umstand, dass im Grab des Senenmut Textpassagen der Totenliteratur des Mittleren Reiches verwendet werden, die im Alten Reich nur in kultischen Rezitationen auftauchten, die primär keinen Bezug zu den Totenliturgien aufwiesen.

## Grabanlage

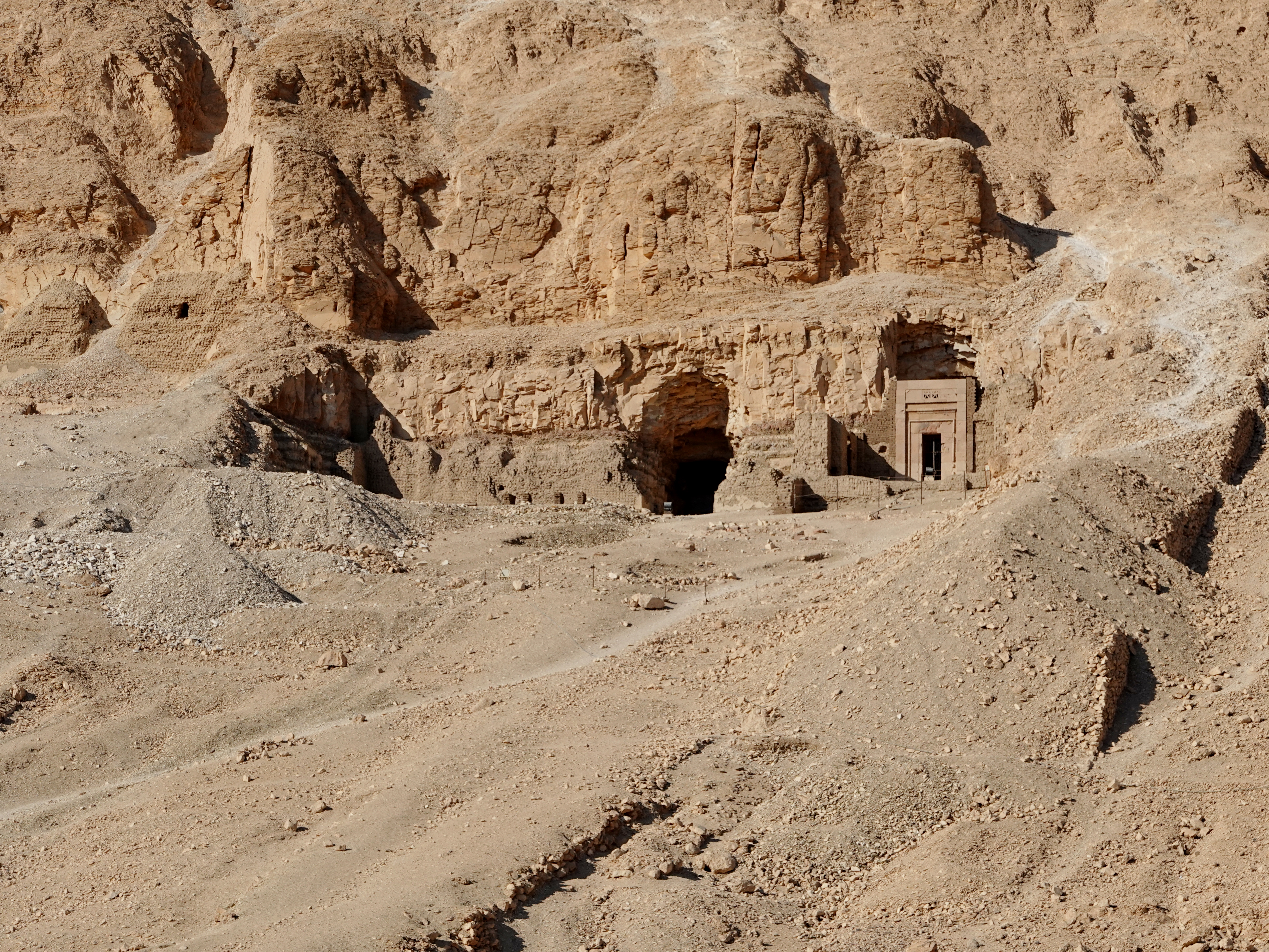
Grabeingang links neben dem Grab des Nespekaschuti (TT312)

Das Grab liegt in der thebanischen Nekropole nahe dem Totentempel der Königin in Deir el-Bahari. Ägyptische Grabanlagen bestehen in der Regel aus zwei Teilen: dem oberirdischen Teil (siehe z. B. Mastaba), in dem der Kult für den Toten stattfand, und dem unterirdischen Teil, in dem der mumifizierte Leichnam beigesetzt wurde. In der Regel liegen beide Teile eng beieinander. Im Neuen Reich ist jedoch zu beobachten, dass die Könige beides trennten. Die Grabanlage ist aufgrund der Verwendung von Motiven des Mittleren Reiches und Innovationen des Neuen Reiches vom Grabtyp als „Übergangsgrab“ einzustufen.
Ihre unterirdischen Grabanlagen befinden sich im Tal der Könige, während als Kultanlagen Tempel am Wüstenrand errichtet wurden. Diese räumliche Trennung von Grab und Kultanlage kopierten auch einige Beamte. Von Senenmut ist eine dekorierte Grabkapelle bekannt (TT71), die jedoch keine Grabkammer aufweist. Diese Grabkammer fand sich in Grab TT353, das nun keine oberirdische Kultstelle vorweist und nur aus einem sehr langen unterirdischen Gang besteht, der nach ca. 80 m zu der Grabkammer führte.
TT353 ist vollkommen in den Felsen gehauen. Der Eingang liegt in einer Mulde, östlich vom Tempel der Hatschepsut. Die Grabanlage ist etwa 90 m lang. Eine Treppe führt von Osten nach Westen in die Tiefe. Nach etwa 45 m findet sich an der Südseite eine kleine Tür, die in eine kleine Kammer führt. Der Hauptgang mündet nach weiteren 10 m in eine Kammer (A). Es handelt sich um die einzige dekorierte Kammer der Grabanlage. Die Wände sind mit Kalkstein verkleidet worden. Unregelmäßigkeiten sind mit Gips ausgebessert. Zentrum der Dekoration ist eine Scheintür auf der Westseite, die teilweise mit dem Spruch 148 des Totenbuches dekoriert ist. Die restlichen Wandflächen sind auch mit Totenbuchsprüchen in versenkten Relief beschrieben.
Von Kammer A führt eine Treppe etwa 25 m weiter zur vollkommen undekorierten Kammer B. Eine dritte Kammer (C) folgt nach weiteren 10 m und ist wiederum vollkommen undekoriert.

## Astronomische Deckendarstellungen

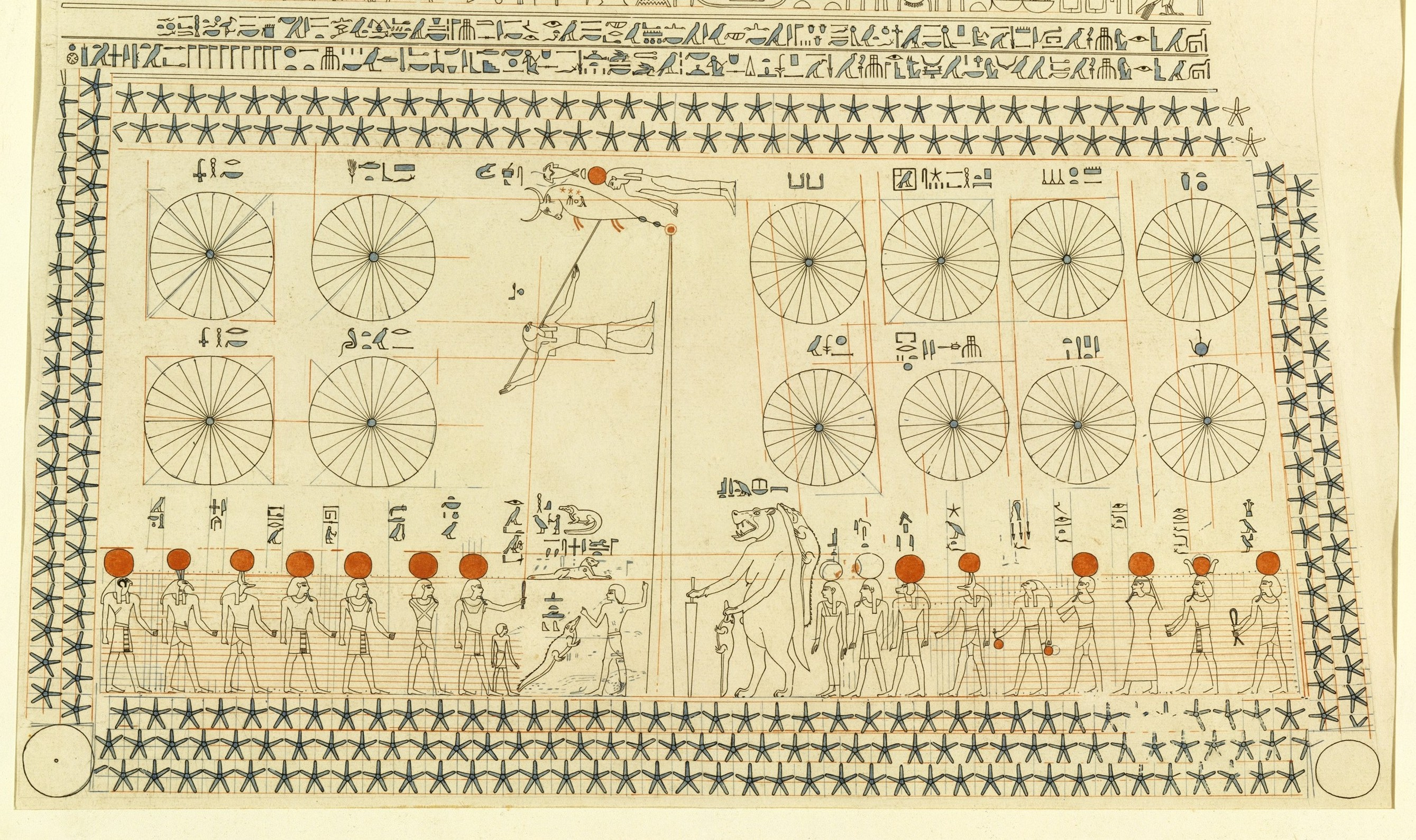
Die astronomische Decke im Grab

Eine Besonderheit ist eine Kammer nach ca. 50 m, die dekoriert ist. An den Wänden und Decken finden sich Totenbuchtexte sowie unvollendete astronomische Kalendereinträge, die als erster Vertreter der Dekanlisten C auf den Vorlagen der Dekanlisten A2 des Mittleren Reiches (Asyut) basieren.
Eine andere auf das Jahr 1463 v. Chr. datierte Sternuhr bildet wegen der im Grab des Senenmut erstmals belegten abweichenden Verwendung gegenüber der sonst üblichen Diagonalsternuhr des Mittleren Reiches den Beginn der Gruppe C-Sternuhren. Der in diesem Zusammenhang genannte „Stern des Königs und des Osiris“ kulminierte im Jahr 1463 v. Chr. im Alten Ägypten am 23. und 24. Achet III zur 7. Nachtstunde (Mitternacht) und symbolisierte die Wiedergeburt des Verstorbenen.
Solche Darstellungen dienten mindestens bis in die Ramessidenzeit auf den ramessidischen Sternuhren oft als kopierte Vorlage für Grabdeckendarstellungen. Die im Grab des Senenmut abgebildeten astronomischen Konstellationen wurden taggenau übernommen, obwohl sich die astronomischen Ereignisse im ägyptischen Kalender zwischenzeitlich verlagert hatten.